# Храм-часовня Архангела Михаила при Кутузовской избе
Храм-часовня Архангела Михаила близ Кутузовской избы, что в Филях — православный мемориальный храм-часовня, часть музея Бородинская панорама. Приписана к храму Георгия Победоносца на Поклонной горе. Патриаршее подворье. Является объектом культурного наследия регионального значения.
Храм расположен в районе Дорогомилово Западного административного округа Москвы (Кутузовский проезд, д. 3).

## История
1 сентября 1910 года, в годовщину совета в Филях, на средства московского общества хоругвеносцев рядом с Кутузовской избой была заложена часовня в честь Архангела Михаила, небесного покровителя русской армии и в память именин М. И. Кутузова. Торжественное мероприятие почтили присутствием митрополит Московский и Коломенский Владимир, московский губернатор В. Ф. Джунковский и городской голова Н. И. Гучков.
Архитекторы М. Н. Литвинов и Н. Д. Струков выстроили часовню в историческом русско-византийском стиле, украсив её кирпичным декором и мозаикой. Часовня-музей была посвящена лично М. И. Кутузову и стала его первым именным музеем в России. Часть экспонатов перенесли из Кутузовской избы, другие музеи предоставили подлинные вещи 1812 года, образцы мундиров, оружия, а потомки полководца передали его личные вещи. Гвоздём экспозиции стал походный экипаж Кутузова, на котором он в августе 1812 года прибыл в действующую армию и разъезжал по полям сражений вплоть до 1813 года. Кроме экспозиции, посвященной Кутузову, в помещении музея был специальный зал, где проводились «патриотические чтения для юношества».
Музей был торжественно открыт 16 августа 1912 года — в день годовщины Смоленского сражения в Отечественной войне 1812 года. Часовню, приписанную к Покровскому храму, освятили 9 сентября 1912 года. Каждый год в праздник архистратига Михаила в ней совершалась панихида по фельдмаршалу Кутузову. Кроме того, ежегодно 1 сентября к ней направлялся из храма Покрова в Филях торжественный крестный ход на молебен.
В ноябре 1920 года часовня по просьбе местных жителей была превращена в храм архангела Михаила, который стал для них приходским.
В марте 1930 года Моссовет решил удовлетворить просьбу рабочих о закрытии церкви архангела Михаила и передачи его здания под столовую. Вместе с ней закрыли и музей М. И. Кутузова. При закрытии храма был снесён его купол. Благодаря П. Д. Барановскому, входившему в экспертную комиссию по оценке памятника, было остановлено варварское разрушение храма. Позднее здесь обосновался рабочий клуб, затем здание было передано в ведение Министерства финансов СССР, а на закате советской эпохи — коммерческому предприятию «Удача».

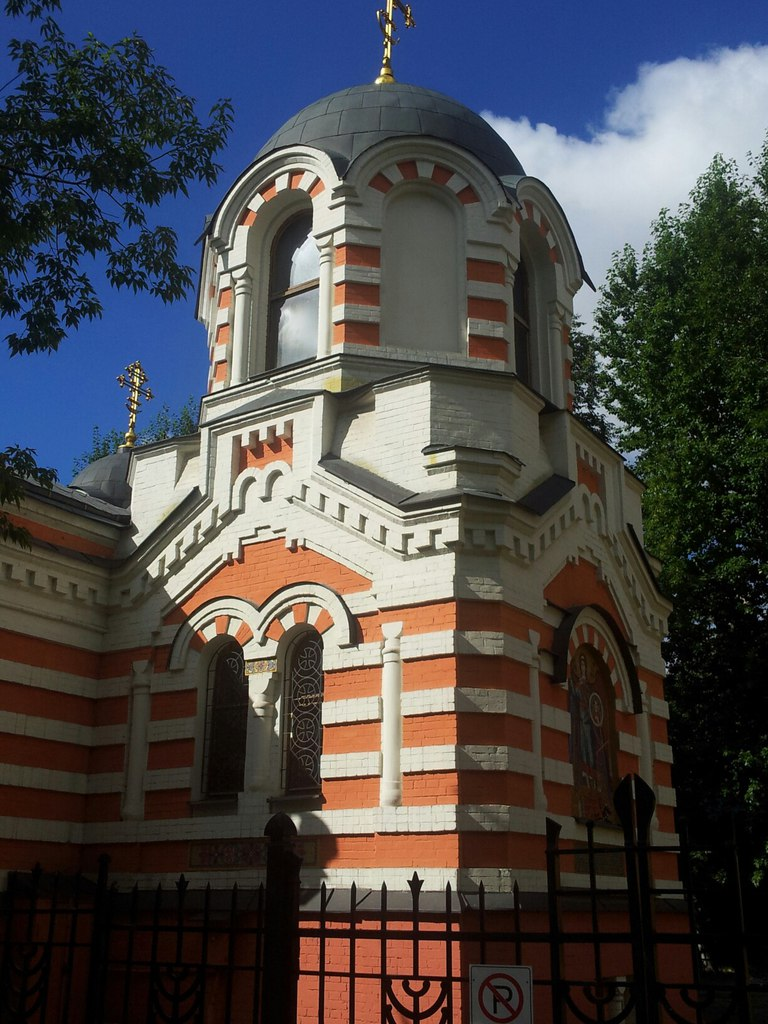

Здание часовни в 1989 году было назначено для открытия музея М. И. Кутузова, но в мае 1994 года часовню вернули Московской Патриархии, при этом вернув ей изначальный облик. На средства прихожан и благотворителей нишу алтарной апсиды снаружи украсила мозаичная икона архангела Михаила в «византийском» стиле, в согласии с архитектурным образом храма.
21 ноября 1998 года здесь была отслужена первая после советской эпохи Божественная литургия. В канун престольного праздника 17 ноября 2000 года патриарх Алексий II совершил великое освящение храма-часовни.

## Архитектура и убранство
С точки зрения архитектуры храм-часовня представляет собой эклектическое воспроизведение русско-византийского стиля. Декор (позакомарные перекрытия, пояски, поребрики, колонки с балясинами) выполнен кирпичной кладкой, присутствуют также мозаичные декоративные элементы. Внутри — мраморный иконостас. Сохранилась двухъярусная колокольня.